# Gratis et amore Dei
La locuzione latina Gratis et amore Dei, tradotta letteralmente, significa per grazia e per amore di Dio.
La locuzione è usata nel linguaggio familiare, quando si dà o si riceve qualche cosa senza che l'acquirente sia legato da alcuna obbligazione verso il donatore. Si trova riportata al cap. XIV dei Promessi Sposi di Alessandro Manzoni, detto da Renzo Tramaglino mentre mostrava un pezzo di pane raccattato da terra dopo il saccheggio dei forni.

## Uso nel linguaggio comune
È molto più diffusa, nel linguaggio comune, la forma abbreviata "gratis". È diffusa anche la forma impropria "a gratis", appartenente però a un registro linguistico popolare e semicolto.